# ありえへん∞世界
『ありえへん∞世界』（ありえへんせかい）は、2008年4月16日（15日深夜）からテレビ東京系列ほかで放送されているバラエティ番組である。
正式な番組名は『ありえへん∞世界〜とんでもない新着トピックス〜』。一部新聞のテレビ欄では『関ジャニ∞ありえへん』と表記されている。

## 番組概要
視聴者から寄せられた、世の中の「ありえない」現象を投稿もとに、徹底調査をするバラエティ番組。
深夜時代番組改編期にはそれまでに取り上げた話題をランキング形式で紹介する『水谷豊が選ぶ、ありえへん衝撃映像ベスト30』が放送されていた。
『裏ジャニ』から続いている関ジャニ∞（後のSUPER EIGHT）メインの番組だが、この番組は同グループからは3名のみの出演となっている。2012年7月31日放送の2時間SPでは、『ありえへん∞世界 関ジャニ∞全員集合スペシャル!』と題して関ジャニ∞が『ありえへん∞世界』としては初めて全員出演した。
2009年12月17日には年末スペシャルとして初めてゴールデンタイムに進出。
2010年夏ごろから、青木雄二プロダクション製作の中年親父、タバコを吸っている中年女性キャラクター、三色団子を食べようとしている阪神タイガースの帽子を被った中年男性キャラクターが登場するようになった。このキャラクターに合わせ、ナレーションがエセ関西弁になっていたが、後に標準語（敬語）になった。
なお関ジャニ∞は2024年2月4日にグループ名をSUPER EIGHTに変更したが、グループとしての冠番組だった当番組に関しては、関ジャニ∞の「∞」を冠しているものの、テレビ東京は番組名を変更しない予定であることを明かした。

### 火曜19時時代
2010年10月26日から、放送時間がこれまでのスポバラ→バラエティ7枠から、火曜19時台のゴールデン枠へ移動された。テレビ東京でジャニーズ事務所所属タレントメインの番組がゴールデンタイムで放送されるのは「愛LOVEジュニア」以来14年ぶりで、関ジャニ∞では初めてのことである。
ゴールデン進出後視聴率は5-6%で推移しており、番組最高視聴率は2011年3月15日放送分で11.8%である。
ゴールデン進出後は編成の都合上2時間スペシャルを放送することが多く1-2ヶ月に1回はSPを放送しており後続の『女神のキセキ』→『仰天クイズ! 珍ルールSHOW』より放送頻度は高い。
この火曜19時台はローカルセールス枠のため、局によって（テレビ大阪、テレビ愛知など）2時間スペシャルを後日放送することもある。
火曜19時台での放送は2年間だったが、火曜19時台の1時間番組のバラエティが1年以上継続するのは『ココリコミリオン家族』終了以来であり、短命の続く火曜19時台史上でももっとも長く続いた。

### 火曜20時時代
2012年秋の改編で、当枠に新番組の『ペット大行進! ど〜ぶつくん』が放送されるため、2012年10月23日から『仰天クイズ! 珍ルールSHOW』が放送されていた火曜20時台に移動することになった。
これに伴い2012年9月25日のスペシャルより若干リニューアルし、いままで平面だった青木雄二プロダクション製作の中年親父、タバコを吸っている中年女性キャラクター、三色団子を食べようとしている阪神タイガースの帽子を被った中年男性キャラクターが3DになってVTR中に登場するようになった。ちなみにタバコを吸っている中年女性キャラクターはこれを機にタバコではなくたこ焼きを持つようになった。2012年10月23日よりスタジオのセットが変更された。
2012年11月27日には、番組開始以来初めて18:30 - 20:54の2時間半スペシャルが放送される。
2013年6月25日放送分からは松下進制作のオープニングCGが登場しセットが再びリニューアルした。今まで美輪を村上とベッキーが囲むように横一列にソファーに座っていたものから、椅子に変更になりベッキーと村上が椅子の左側に作られた司会席で立って進行するようになった。また宮崎の位置が左端から右端に変更された。まとめると、
2013年6月11日まで…宮崎・ゲスト1・村上・美輪・ベッキー・ゲスト2・安田・丸山
2013年6月25日から…ベッキー・村上（進行は立ったままだが椅子はある）/ ゲスト1・ゲスト2、美輪・安田・丸山・宮崎
という具合である。2013年10月22日、ゴールデン進出後100回目の放送達成。
2013年10月期に前座番組が『そうだ旅（どっか）に行こう。』になった頃から2時間SPを放送する割合が増えていき、2014年7月22日放送分から2015年1月20日放送分まで2時間SPが放送されていた。その後再び2時間SPを放送する割合が増えていき、2015年7月28日放送分から、『そうだ旅（どっか）に行こう。』→『ウソのような本当の瞬間!30秒後に絶対見られるTV』→『ヒャッキン!〜世界で100円グッズを使ってみると?〜』→『火曜エンタ』と交互に全て2時間以上のSPで放送されるようになったため、1時間枠での放送は2015年7月21日の放送が最後となった。
2015年12月29日放送分は番組初の3時間SPを放送（17:55 - 20:54）。2016年以降は2 
- 3週間ペースに放送されており、1年換算で約20回程度放送されている。
2016年11月22日放送分の2時間SPは、直後番組『開運!なんでも鑑定団』との合体企画を実施、番組内では『鑑定団』司会の一人・今田耕司がゲスト出演（また『鑑定団』ナレーターの銀河万丈も特別ナレーターで出演）、そして村上が「犬山焼の皿」を『鑑定団』で鑑定する事を発表、その後ステブレレス（史上初）で始まった『鑑定団』に村上が出演し、「犬山焼の皿」の鑑定を依頼したが、結果は「10万円」だった（静岡第一テレビでの放送では再編集が行われ、一部のみの放送となった）。その後2017年3月28日にも『鑑定団』合体企画を実施した。
2017年5月30日放送分の2時間SPは、この日から開幕する「第54回世界卓球選手権個人戦」と「2017年全仏オープン」の合体企画を放送。番組には中継アナの福澤朗がゲスト出演した。そして直後の同中継への接続はステブレレスになった（3回目）。
2017年9月12日放送分の2時間SPで「ゴールデン時代200回」を達成。前座番組との交互特番が頻発したため、ゴールデン移動して7年弱かかって200回を達成した。
2017年11月21日放送分の2時間SPは3回目の『鑑定団』合体企画で、初代タイガーマスク（佐山聡）が1982年に使用したマスクの鑑定を依頼、結果は「1000万円」と、3回目にして超高額鑑定額が出された。なおこの回も接続はステブレレスだった。
2019年4月から『鑑定団』への接続が毎回ステブレレスに変更された。ここ近年は火曜エンタと交互に18:55から2時間で放送されるようになり、2021年4月からは火曜エンタと交互放送を維持したまま30分拡大し18:25 - 20:54に放送される。
2021年11月30日放送分は、当初18:25 - 20:54に放送予定だったが、18:25 - 19:54に『世界卓球2021ヒューストン・女子ダブルス決勝』を急遽編成したため、放送時間を89分繰り下げた上で29分短縮の19:54 - 21:54に変更して放送された（本来20:54から放送予定だった『鑑定団』は休止）。

### 放送時間の変遷
| 期間    | 期間    | 放送曜日           | 放送時間（日本時間）  |
| ------- | ------- | ------------------ | --------------------- |
| 2008.04 | 2010.09 | 水曜日（火曜深夜） | 00:12 - 00:53（41分） |
| 2010.10 | 2012.09 | 火曜日             | 19:00 - 19:54（54分） |
| 2012.10 | 現在    | 火曜日             | 19:54 - 20:54（60分） |

## 主な企画

### 99％行かないかもしれない世界の秘境
2012年秋改編から不定期に放送されている企画。番組スタッフが直接取材に出向き、その国の政治・風土・文化を詳しく掘り下げて紹介する。お決まりとして日本の製品や食文化等を模倣した「間違い日本製品」や「間違い日本食」、『世界ナゼそこに?日本人 〜知られざる波瀾万丈伝〜』のようにその土地に移住した人、その国では英雄、偉人として敬われた日本人を紹介する。テレビ東京の番組スタッフが現地テレビ局から取材を受けることもあり、現地テレビ局のニュース番組において、テレビ東京の取材スタッフを「日本最大のテレビ局、テレビ東京の社長」や「関ジャニ∞が来訪」と報道した国もある。「エリトリア」の特集ではベッキーが、日本の取材は「NHKスペシャルでしか放送したことがない」と紹介した。
2013年03月05日 バングラデシュ、サーク島
2013年04月23日 第2弾 コロンビア共和国、ボリビア多民族国、（間違い日本食堂第2弾）
2013年06月25日 ガーナ共和国、アルバニア共和国、パキスタン・イスラム共和国
2013年08月06日 トルクメニスタン、モーリタニア、サモア独立国（キルギス、南アフリカ、カザフスタン、ガーンジー島、ガーナ、ドミニカ）
2013年09月10日 第5弾 エリトリア、ルーマニア、トルクメニスタンの未公開部分
2013年10月22日 放送100回記念 ベラルーシ
2013年11月19日 アゼルバイジャン、ウズベキスタン
2013年12月03日 キューバ
2013年12月24日 ウクライナ、ジンバブエ共和国
2014年01月21日 第10弾 カザフスタン
2014年02月11日 リトアニア、サハ共和国
2014年02月25日 タジキスタン、パナマ共和国
2014年03月18日 オマーン国、アルメニア共和国
2014年05月06日 第14弾 ブータン王国、スロヴェニア
2014年05月20日 セネガル共和国
2014年06月17日 クウェート
2014年07月01日 ガーナで有名「武辺寛則」、第二次大戦中イギリス兵を救った「工藤俊作」、ヨーロッパ初の国際結婚「クーデンホーフ光子」
2014年07月15日 エチオピア
2014年07月22日 キルギス共和国
2014年07月29日 ウガンダ共和国、カルムイク共和国
2014年08月19日 イスラエル、タタールスタン共和国

### B級・中毒グルメシリーズ
中毒グルメシリーズは番組開始当初からの企画。一度食べたら（行ったら）やみつきになる飲食店を紹介。B級グルメシリーズは、通常放送では関東の鉄道沿線各線を代表した1店を紹介、スペシャルでは全国各都道府県を代表した1店を紹介する。

### ありえへん飲食店シリーズ
料理の質量ともに十分なのに100円で提供する『100円グルメ』、異様なサービスや店主、店の建物等を紹介する『変なレストラン』、いわゆる「デカ盛り」を良心的な価格で提供する『デカ盛グルメ』の企画がある。

### 高級車オーナー
ビジネスで成功を収めた（巨万の富を得た）セレブを深く掘り下げて紹介する番組開始当初からの企画。出演者本人が所有する高級外車に乗って現れるシーンから始まり、その後自宅や所有する高級品等を紹介し、最後に職業と成功のいきさつを紹介する。自宅については出演者のプライバシー・セキュリティの都合上モザイクがかけられる場合がある。本番組の次に放送される「開運!なんでも鑑定団」のレギュラー出演者である北原照久もこのコーナーで紹介された。

### 世界のありえへん衝撃映像
世界各国から集められた事件・事故の瞬間など衝撃映像を放送。また事件によっては再現ドラマで放送され吹き替えには現役の声優が担当することが多い。また回によっては韓国等で放送されたTV番組の一部を放送することもある。

### 答えられないと恥ずかしい!?大人の新常識
一般常識や雑学問題（例：銀行と信用金庫の違いは何?など）を街頭インタビューで一般人に出題し、解答してもらう。出題後スタジオ出演者1名が解答、街頭インタビューでの誤答率と代表的な誤答例を紹介し、専門家等が正答発表と解説を行う。なお商品の製造方法に関する問題の際は、正答発表時に工場での製造過程を紹介することがある。

### 昭和の常識 令和の非常識
昭和の懐かしい出来事や商品などを昭和世代にインタビューし、令和世代にも同じことをインタビューし何なのかを答えてもらう企画。

### 〇〇人の生態シリーズ
主に関東地区の生態を探る企画。ゲストが出演し、VTRを見ながら話し合う。
埼玉人、茨城人VS千葉人、 北関東3県（茨城人VS群馬人VS栃木人）など

### 裏技シリーズ
プロが教える様々な裏技（料理や生活に役立つことなど）をVTRで紹介し、イライラを解消させる。

### ぽっちゃり調査隊!シリーズ
太田D101㎏・サブリーダーAD水谷110㎏・リーダーAD石井184㎏・ビョンD101㎏・斎藤D122㎏・丸山D103㎏・佐久間D105㎏・三好D184㎏の8名が、全国各地の飲食店やご当地スーパー、道の駅などで販売されている名産品（主に食べ物）を取材する。第1回では大田D・斎藤D・丸山D・AD石井がロケ担当 第2回は三好D・AD石井ロケ担当 第3回以降の1年目はAD水谷・佐久間D・AD石井ロケ担当　2年目はAD石井ロケ担当した。
第1回　2016年5月24日　ぽっちゃり調査隊が大食い調査 埼玉ありえへん激安店
第2回　2016年7月26日　埼玉・群馬の激安店をぽっちゃり大食い調査！
第3回　2016年8月23日　ぽっちゃり調査隊が大食い調査 全国ご当地スーパー衝撃グルメ
第4回　2016年9月6日　ぽっちゃり調査隊が行く！道の駅で食べまくり
第5回　2016年9月27日　衝撃映像＆食欲の秋グルメ祭!東京下町をぽっちゃり調査
第6回　2016年10月4日　道の駅・行列グルメぽっちゃり調査隊
第7回　2016年12月6日　激安！食べ放題グルメぽっちゃり調査隊
第8回　2017年1月17日　道の駅・行列グルメ ぽっちゃり調査隊
第9回　2017年1月31日　ぽっちゃり隊がおもてなし！脱北美女と行く！高級食べ放題ツアー
第10回　2017年2月14日　ぽっちゃり激安食べ放題グルメ！・ご当地スーパーの衝撃グルメ
第11回　2017年2月28日　全国！道の駅「行列グルメ」
第12回　2017年3月14日　ありえへん ご当地給食グルメ・突撃！"セレブの"晩ご飯" ぽっちゃり調査隊
第13回　2017年4月4日　ぽっちゃり調査隊が行く 埼玉県 激安食べ放題の店
第14回　2017年4月25日　道の駅・行列グルメ ぽっちゃり調査隊
第15回　2017年5月9日　ぽっちゃりADの今晩泊めて！
第16回　2017年7月11日　全国ご当地スーパー衝撃グルメ
第17回　2017年11月7日・2018年2月20日　ぽっちゃり"世界で物々交換"の旅
第18回　2018年5月22日　19時間耐久 ぽっちゃり完食駅伝

## 出演者

### 現在
- 深夜時代から（2008年4月16日 - ）
  - 村上信五（SUPER EIGHT[注 2]） - 司会
  - 丸山隆平（SUPER EIGHT）
  - 安田章大（SUPER EIGHT）
  - 宮崎哲弥（評論家） - コメンテーター
    - 深夜時代は討論企画の司会も務めた。
- ゴールデン進出後（2010年10月26日 - ）
  - 美輪明宏 - コメンテーター
  - 須黒清華（テレビ東京アナウンサー） - 2代目進行 ※ベッキーの休養後
    - ゴールデン進出後直後スケジュールの都合上で美輪が極まれに休むことがあったが、特に触れられることはなかった。

  - 竹﨑由佳（テレビ東京アナウンサー） - 3代目進行 ※須黒の産休後
  - 角谷暁子（テレビ東京アナウンサー） - 4代目進行
  - 中根舞美（テレビ東京アナウンサー） - 5代目進行
  - 松澤亜海（テレビ東京アナウンサー） - 6代目進行

### 過去（主に深夜時代）
- レギュラー出演者 
  - 相内優香（テレビ東京アナウンサー、2008年10月 - 2010年9月） - 進行
※相内はバンクーバーオリンピック取材のため、2010年2月24日 - 3月17日の放送は不在。代理を務めた者については後述
  - ベッキー - 進行（2016年2月9日放送分をもって休養のため欠席。2月16日放送分では画面に映るも出演者テロップ表示なし。）
- 不定期
  - 有村昆 - 映画コメンテーター
  - 佐藤がっかり - リポーター
  - 来栖けい - グルメ企画の審査員
  - 中川聡（テレビ東京アナウンサー） - 対決企画の実況
- ありえへんファミリー
  - 渡辺かなえ
  - 神子島みか
  - 安藤成子
  - 椿姫彩菜
  - 桃華絵里
  - 矢吹シャルロッテ
  - 我妻さおり
- ありえへん授業講師
  - 水野愛也

ほか

### ゲスト
初期は常設ではないがゲスト枠があった。第3回での国生さゆりが事実上の最初のゲストで、以降は大久保佳代子や西川史子などが出演した。ゲスト枠廃止後もPRのために竹内力やテレビ東京のアナウンサーユニット「ピンポン7」が出演したことがある。また、相内アナ不在時には番組とゆかりのある者が代理を務めている。ゴールデン進出後は毎回2 - 3人のゲストを迎えているが数が多いためここでは割愛する。
- 相内不在時の代理
  - 桃華絵里（2010年2月24日、2010年3月17日）
  - ルビー・モレノ（2010年3月3日）
  - 相内綾香（2010年3月10日） - 相内アナの実妹
  - 木村好珠（2010年6月2日）
- 2009年年末スペシャル時のゲスト
  - 錦戸亮（関ジャニ∞）
  - テリー伊藤
  - 斉藤孝
  - 美川憲一
  - 勝俣州和
  - FUJIWARA
  - 桃華絵里
  - 小森純

## スタッフ

### 現在のスタッフ（2025年4月以降）
- ナレーター：垂木勉（2009年4月8日 - ）、池田昌子（2010年10月26日 - ）
- 構成：西田哲也、つじまこと、小高弘嗣、はしもとこうじ、キンダイチ、佐藤がっかり、今田佑、辻井宏仁、工藤渉、加藤ゆうた【毎週】、但馬昌樹、伊藤史【不定期】
- TD：藤本茂樹（以前はカメラ）
- 映像：持塚浩司、畑中陶太【週替り】
- カメラ：山岸慶太郎、古田俊【週替り】
- 音声：飯嶋康生(夫)、星川真視【週替り】
- 照明：三浦弘
- 美術：野本和広
- 編集：近藤裕彦・布山隆治・稲葉竜司・米澤武史・諸武敏満（aai）【週替り】
- MA：赤羽充（aai）
- 音効：吉田塁（ZACK）
- リサーチ：J-cast
- 海外リサーチ：トロリー（以前はリサーチ）、フライメディア【毎週】、コラボレーション、イデアプラス【週替り】
- タイトル・CG：島崎巨展
- イラスト：安居院一展【毎週】、グレートインターナショナル【週替り】
- オープニングCG：松下進
- メイク：山田かつら
- 番宣：阪本裕美子（テレビ東京、一時離脱→復帰）
- デスク：野中優（テレビ東京）
- 技術協力：テクノマックス、テレビ東京アート、東京オフラインセンター【毎週】、港家、ティ・ピー・ブレーン、東宝舞台、TACT、プレゼンスクルー、DEEP【週替り】
- スタイリスト：和田ユキヨ
- AP：橋本佳奈（テレビ東京）、鈴木淳司、神山亜弓（神山→以前は週替りAP）【毎週】、長篤志【週替り】
- AD：小林弘資、田中庄柾、阿部寛也、池原悠吾、太治裕真、中田真衣、田中健、青木愛笑、大庭啓輔、晋山瑛美、田中鈴、渡邉萌香、岩間理子、牧島俊介、北嶋そら、鈴木翔大、加藤紗希、岡田岳人、広瀬大智、上條凜斗、村林亮太、森萌乃香、大洞優平、門田陽和、遠藤理沙、崎田優希、安野咲結華、安藤莉奈、榎本悠佑、大洞優平、我部涼奈、板橋未来、竹山侑希、杉田莉央、石井聡子、井上伶【週替り】
- ロケディレクター：入倉悠、丸山憲司、長谷川天真、堂田啓祐（Q.inc）、佐久間裕、加納武司（テレビ東京、以前はAD）、太田大介・吉川翔（Q.inc）、前田悠作、真山善貴、稲垣生真、河津睦樹、高野秀彦、能登谷和旺、吉村慧、江口航、赤木達也、三浦寛太、佐藤大輝、渡邉緩也、近藤篤、山本康平【週替り】（堂田・長谷川・前田・能登谷・佐藤・渡邉→以前はAD、真山→一時離脱→復帰、入倉→以前はAD→毎週）
- ディレクター・演出：平元潤【回によって異なる】
- 演出・プロデューサー：西古屋竜太（Q.inc、以前はディレクター）、太田憲一（クリエイターズオフィス、以前はディレクター）【回によって異なる】
- プロデューサー：福本俊二（テレビ東京、以前はAD→ディレクター→一時離脱）、穴澤利香（GOLD SHIP、2016年5月 - ）、小亀聡史（2022年6月21日・2024年5月7日、一時離脱→復帰）
- チーフプロデューサー：水谷豊（テレビ東京、2022年4月19日 - 、以前は演出→総合演出）
- 制作協力：クリエイターズオフィス、GOLD SHlP（2016年5月 - ）、Q.inc（2018年11月 - ）
- 製作著作：テレビ東京

### 過去のスタッフ
- ナレーター：赤平大（2009年2月まではテレビ東京アナウンサーとして出演、- 2009年4月1日）、銀河万丈（2016年11月22日の『開運!なんでも鑑定団』合体SPに出演。同番組のナレーター）
- 構成：ささむら、福岡孝哲、政宗史子、黒岩勉、須平敦宣、勝栄、菅原章宏、奥山亮、渡辺陽介、林龍雄
- TD：野瀬一成（テレビ東京、以前はカメラ）、近藤剛史（以前はカメラ）、菊池裕介、田中寿子
- 映像：細井昭宏、北村宏一、水野暁夫、佐藤誠二、長沼伸明
- カメラ：鈴木智昭（一時離脱→復帰）
- 照明：小林瑞雪、高柴圭一、翁美希子
- 美術：金森明日香
- 編集：関井昭男、城石光、岩崎慎一、宮部真也（aai）
- MA：GLInk studio
- リサーチ：NEWZCREATE、野崎雄之（スコープ）、山内京子、吉田真理子、リベラス
- CG：ハイライト、MEDIACO、高羽和行
- HPデザイン：細谷剛
- メイク：佐伯エミー
- スタイリスト：岡部みな子、宮澤敬子
- 協力：ジャニーズ事務所
- 編成：走尾奈美絵（テレビ東京）
- 編成 → 企画推進 → 編成：今井豪（テレビ東京）
- 番宣：里見有紀恵、野上次郎、梅山文郁、佐々木亮（テレビ東京）
- 営業：高山進（テレビ東京）
- デスク：大山比桃美、岡本奈津希、野本梢、小澤麻衣子（テレビ東京）
- 技術協力：ポジティヴワン、NST、Jeen
- AD：岡崎昇平、渡邊麗、千田洸陽（テレビ東京）、高橋久直、杉田千種、石倉由喜、安田幸平（テレビ東京）、垣内洋一郎、村上晃一、加藤正悟（テレビ東京）、鈴木春菜、吉田早霧、伊藤恵子、國定楓、一色凌、長瀬雅和（テレビ東京）、渡邉陸（テレビ東京）、大西千佳、越川鉄也、森一馬、米田后甫、桃井悠二郎(朗)、尾崎貴志、石井隆文、平野明日香、信澤梨乃、田中瑛、牧野円香、佐藤大輝、皆呂充俊（テレビ東京）、奥田彩花、杉村史帆、柳澤萌恵、近藤涼、大谷実希、伊勢央、湊慧、新井一成、田中翔太郎、本田稔、登井菜(茉)緒、岡田友理彩、中村莉彩、原涼太（平野・原→毎週）
- CAD・AD・ロケディレクター・ディレクター：赤木智彦【回によって異なる】
- AP：金子三枝、入江亜紀子、志水大介、山口聡子（山口→以前はAD、毎週）
- ロケディレクター：森本泰介、高橋一馬（テレビ東京）、田中健、玉川晃、西本隆洋、但木洋光、大城浩一郎、朝比奈諒（テレビ東京、以前はAD）、奈須亮三（テレビ東京）、三好直（テレビ大阪）、大谷真也、伊藤喜孝、小比類巻将範（テレビ東京）、加用裕紀、古川智（以前はAD）、村田充徳、丸山恵、持山勇太、山下宏樹、南岡広紀、二瓶朔也、大森時生、李炳錫、久保基樹、生原敬太、瀬川翔、宮中彩花（山下〜大森→テレビ東京、二瓶・大森・久保・宮中→共に以前はAD、大森→一時離脱→復帰）
- ディレクター：工藤里紗、高橋弘樹、清水俊雄、林祐輔、双津大地郎、岡本宏毅、桑原宏次、小平英希、三宅優樹（三宅→以前はAD）、岩下裕一郎（岩下→以前はロケディレクター）
- プロデューサー：高瀬義和（テレビ東京）、松澤潤（テレビ東京）、杠政寛（テレビ東京、以前はロケディレクター→ディレクター→一時離脱）、石井成臣（テレビ東京）、原田政彦（LOCOMOTION）、小幡真万（AWAS）、中田容子（AWAS、2019年8月 - ）、小川隆蔵（Q.inc、2019年8月 - ）
- 統括プロデューサー：田中智子（テレビ東京、2015年5月19日 - 9月、同年4月はCP）、村上徹夫（テレビ東京、2022年4月19日 - 2023年3月）
- チーフプロデューサー：関光晴（テレビ東京、2015年10月 - 2016年6月）、深谷守（テレビ東京、2016年7月 - 2019年8月）、内田久善（テレビ東京、2019年7月27日 - 2022年4月5日）
- 技術協力：Zeta、テレビ東京ブロードバンド
- 制作協力：LOCOMOTION、AWAS

## ネット局と放送時間

### ゴールデン時代
| 放送対象地域   | 放送局                | 系列           | 放送日時                     | ネット状況 | 備考      |
| -------------- | --------------------- | -------------- | ---------------------------- | ---------- | --------- |
| 関東広域圏     | テレビ東京（TX）      | テレビ東京系列 | 火曜 19:54 - 20:54           | 制作局     | 制作局    |
| 北海道         | テレビ北海道（TVh）   | テレビ東京系列 | 火曜 19:54 - 20:54           | 同時ネット |           |
| 愛知県         | テレビ愛知（TVA）     | テレビ東京系列 | 火曜 19:54 - 20:54           | 同時ネット |           |
| 大阪府         | テレビ大阪（TVO）     | テレビ東京系列 | 火曜 19:54 - 20:54           | 同時ネット |           |
| 岡山県・香川県 | テレビせとうち（TSC） | テレビ東京系列 | 火曜 19:54 - 20:54           | 同時ネット |           |
| 福岡県         | TVQ九州放送（TVQ）    | テレビ東京系列 | 火曜 19:54 - 20:54           | 同時ネット |           |
| 滋賀県         | びわ湖放送（BBC）     | 独立局         | 火曜 19:54 - 20:54           | 同時ネット |           |
| 奈良県         | 奈良テレビ（TVN）     | 独立局         | 火曜 19:54 - 20:54           | 同時ネット | [ 注 4 ]  |
| 和歌山県       | テレビ和歌山（WTV）   | 独立局         | 火曜 19:54 - 20:54           | 同時ネット | [ 注 5 ]  |
| 岐阜県         | 岐阜放送（GBS）       | 独立局         | 火曜 19:54 - 20:54           | 同時ネット | [ 注 6 ]  |
| 三重県         | 三重テレビ（MTV）     | 独立局         | 月曜 20:00 - 20:55           | 遅れネット |           |
| 青森県         | 青森放送（RAB）       | 日本テレビ系列 | 日曜 12:10 - 13:05           | 遅れネット |           |
| 長野県         | テレビ信州（TSB）     | 日本テレビ系列 | 土曜 8:25 - 9:25             | 遅れネット | [ 注 7 ]  |
| 鳥取県・島根県 | 日本海テレビ（NKT）   | 日本テレビ系列 | 日曜 12:35 - 13:30           | 遅れネット | [ 注 8 ]  |
| 広島県         | 広島テレビ（HTV）     | 日本テレビ系列 | 日曜 10:25 - 11:25           | 遅れネット |           |
| 山口県         | 山口放送（KRY）       | 日本テレビ系列 | 日曜 0:55 - 1:50（土曜深夜） | 遅れネット |           |
| 静岡県         | 静岡第一テレビ（SDT） | 日本テレビ系列 | 土曜午後に不定期放送         | 遅れネット | [ 注 9 ]  |
| 岩手県         | IBC岩手放送（IBC）    | TBS系列        | 土曜 12:00 - 12:54           | 遅れネット |           |
| 宮城県         | 東北放送（tbc）       | TBS系列        | 土曜 12:10 - 14:40           | 遅れネット | [ 注 10 ] |
| 山形県         | テレビユー山形（TUY） | TBS系列        | 土曜 12:00 - 12:54           | 遅れネット | [ 注 11 ] |
| 福島県         | テレビユー福島（TUF） | TBS系列        | 土曜 13:05 - 14:00           | 遅れネット |           |
| 石川県         | 北陸放送（MRO）       | TBS系列        | 金曜 0:00 - 0:55（木曜深夜） | 遅れネット |           |
| 沖縄県         | 琉球放送（RBC）       | TBS系列        | 土曜 10:25 - 11:25           | 遅れネット | [ 注 12 ] |
| 秋田県         | 秋田テレビ（AKT）     | フジテレビ系列 | 日曜 13:00 - 14:00           | 遅れネット | [ 注 13 ] |
| 富山県         | 富山テレビ（BBT）     | フジテレビ系列 | 日曜 1:15 - 2:15（土曜深夜） | 遅れネット | [ 注 14 ] |
| 愛媛県         | テレビ愛媛（EBC）     | フジテレビ系列 | 日曜 14:00 - 15:00           | 遅れネット |           |
| 熊本県         | 熊本朝日放送（KAB）   | テレビ朝日系列 | 土曜 13:30 - 15:30           | 遅れネット | [ 注 15 ] |
| 長崎県         | 長崎文化放送（ncc）   | テレビ朝日系列 | 土曜午後に不定期放送         | 遅れネット |           |
| 鹿児島県       | 鹿児島放送（KKB）     | テレビ朝日系列 | 土曜午後に不定期放送         | 遅れネット |           |

- テレビ東京系列としてはあくまでローカルセールス枠の番組のため、通常編成時には同時ネットとする同系列局および名阪地区の独立局であっても、局の編成の都合で臨時非ネットもしくは（テレビ東京と同時刻での放送であったとしても）遅れネットとすることがある。

### 過去のネット局
※いずれの局の遅れネット。
| 放送対象区域 | 放送局                    | 系列    | 備考      |
| ------------ | ------------------------- | ------- | --------- |
| 高知県       | テレビ高知（KUTV）        | TBS系列 | [ 注 16 ] |
| 大分県       | 大分放送（OBS）           | TBS系列 | [ 注 17 ] |
| 富山県       | チューリップテレビ（TUT） | TBS系列 | [ 注 18 ] |
| 新潟県       | 新潟放送（BSN）           | TBS系列 | [ 注 19 ] |

### バラエティ7時代
| 放送対象地域   | 放送局                | 系列           | 放送日時                     | ネット状況 | 備考      |
| -------------- | --------------------- | -------------- | ---------------------------- | ---------- | --------- |
| 関東広域圏     | テレビ東京（TX）      | テレビ東京系列 | 水曜 0:12 - 0:53（火曜深夜） | 制作局     | 制作局    |
| 北海道         | テレビ北海道（TVh）   | テレビ東京系列 | 水曜 0:12 - 0:53（火曜深夜） | 同時ネット |           |
| 愛知県         | テレビ愛知（TVA）     | テレビ東京系列 | 水曜 0:12 - 0:53（火曜深夜） | 同時ネット |           |
| 大阪府         | テレビ大阪（TVO）     | テレビ東京系列 | 水曜 0:12 - 0:53（火曜深夜） | 同時ネット |           |
| 岡山県・香川県 | テレビせとうち（TSC） | テレビ東京系列 | 水曜 0:12 - 0:53（火曜深夜） | 同時ネット |           |
| 福岡県         | TVQ九州放送（TVQ）    | テレビ東京系列 | 水曜 0:12 - 0:53（火曜深夜） | 同時ネット |           |
| 静岡県         | 静岡第一テレビ（SDT） | 日本テレビ系列 | 木曜 0:59 - 1:29（水曜深夜） | 遅れネット |           |
| 長野県         | テレビ信州（TSB）     | 日本テレビ系列 | 水曜 0:29 - 0:59（火曜深夜） | 遅れネット |           |
| 鳥取県・島根県 | 日本海テレビ（NKT）   | 日本テレビ系列 | 金曜 0:58 - 1:38（木曜深夜） | 遅れネット |           |
| 福島県         | テレビユー福島（TUF） | TBS系列        | 土曜 0:50 - 1:30（金曜深夜） | 遅れネット |           |
| 新潟県         | 新潟放送（BSN）       | TBS系列        | 金曜 0:55 - 1:35（木曜深夜） | 遅れネット |           |
| 石川県         | 北陸放送（MRO）       | TBS系列        | 金曜 0:00 - 0:55（木曜深夜） | 遅れネット | [ 注 20 ] |
| 長崎県         | 長崎放送（NBC）       | TBS系列        | 金曜 0:25 - 1:05（木曜深夜） | 遅れネット |           |
| 滋賀県         | びわ湖放送（BBC）     | 独立局         | 水曜 0:20 - 1:00（火曜深夜） | 遅れネット |           |
| 奈良県         | 奈良テレビ（TVN）     | 独立局         | 日曜 0:15 - 0:50（土曜深夜） | 遅れネット |           |
| 和歌山県       | テレビ和歌山（WTV）   | 独立局         | 月曜 0:00 - 0:40（日曜深夜） | 遅れネット |           |

## 番組に関する問題

### サトウキビ農家問題
放送倫理・番組向上機構（BPO）の放送倫理検証委員会は、2011年1月25日の沖縄県南大東島のサトウキビ農家を紹介した放送回で、年収が1000万円以上ある農家が150人から200人いることや沖縄本島にビバリーヒルズのような豪華な別荘を所有しているなど事実に反する放送が行われたとして、同年6月10日に審議入りすることを決定した。この放送内容については、南大東村の村長が「偏見に基づいた、誤解を招く内容」としてテレビ東京に抗議し、6月7日の放送でテレビ東京は謝罪した。9月27日、放送倫理検証委員会は、「事実を正確に伝えず、楽をしてお金を稼げる仕事であるかのような誤った認識に視聴者を導いた」、「多くのサトウキビ農家への偏見を煽る結果を招いた」などとした意見を公表した。